# Apostolisches Vikariat Darién
Das Apostolische Vikariat Darién (lateinisch Vicariatus Apostolicus Darienensis, spanisch Vicariato Apostólico de Darién) ist ein römisch-katholisches Apostolisches Vikariat mit Sitz in Metetí in Panama. Es umfasst die Provinz Darién und die indigenen Territorien Emberá-Wounaan und Kuna de Wargandí.
Papst Pius XI. bildete am 29. November 1925 das Apostolisches Vikariat Darién aus Gebietsabtretungen des Erzbistums Panama. Am 15. Dezember 1988 trat es Teile seines Territoriums dem neuerrichteten Bistum Colón ab.

## Apostolische Vikare von Darién
- Juan José Maíztegui y Besoitaiturria CMF (1926–1932, dann Weihbischof in Panama)
- José María Preciado y Nieva CMF (1934–1955)
- Jesús Serrano Pastor CMF (1956–1981)
- Carlos María Ariz Bolea CMF (1981–1988, dann Bischof von Colón)
- Rómulo Emiliani Sánchez CMF (1988–2002, dann Weihbischof in San Pedro Sula)
- Pedro Joaquin Hernández Cantarero CMF (seit 2005)